# 디옥시사이티딘 일인산
디옥시사이티딘 일인산(영어: deoxycytidine monophosphate, dCMP)은 디옥시리보뉴클레오타이드이며, DNA를 구성하는 4가지 단위체 중 하나이다. 디옥시사이티딜산이라고도 한다. 디옥시사이티딘 일인산은 뉴클레오사이드인 디옥시사이티딘과 인산의 에스터이다. DNA 이중 나선에서 디옥시사이티딘 일인산은 디옥시구아노신 일인산과 염기쌍을 이룬다.

## 같이 보기
- 디옥시사이티딘
- 디옥시사이티딘 이인산 (dCDP)
- 디옥시사이티딘 삼인산 (dCTP)